# NIGHT i
『NIGHT i』（ナイトアイ）はかつてFM PORTで放送されていたラジオ番組。16年間続いた:15長寿番組だった。

## 番組概要
「音楽と言葉で綴る癒しの2時間。次の1週間を前向きに送るための“心のビタミン”を届けます。」をモットーに、リスナーからのメッセージを元に放送してきた番組。
2020年6月30日のFM PORT閉局に伴い、同年6月28日で放送終了した。

## ナビゲーター・出演者
- 松本愛 - ナビゲーター
- 碓井真史（新潟青陵大学大学院教授）- 『愛の保健室』コーナー[2]:16[3]

## コーナー
松本書店:16
松本がお勧めの一冊を紹介するコーナーで、『NIGHT i』以前に松本が金曜日お昼のワイド番組を数カ月間やっていた時からあったコーナー:16。このコーナーで紹介された本は650冊に及ぶ:16。
愛の保健室:16
2005年から放送されていたコーナー。松本は、碓井先生が品位を保ってくれたお陰で番組が長く続いたと語っている:16。
日曜うわサーチ
モテメンクエスト
探偵！ナイトアイスクープ
頂点